# Coixcas
Fue un pequeño pueblo que abarcaba todo Mártir de Cuilapan  Atliaca, ( municipio de Tixtla) en el actual estado de Guerrero, fue uno de los únicos señoríos que lograron resistir el ataque de los aztecas, en la actualidad ya no queda nada del señorío debido a que durante la Conquista fueron asesinados cruelmente.

## Ruinas
Según los datos del pueblo de Apango no existe ninguna ruinas pero se ha localizado un templo pequeños a unos 3 kilómetros del pequeño pueblo.

## Mestizaje
A partir de la conquista española los coixcas se mezclaron con las primeras personas que habitaron Apango.
- Datos: Q5141672